# Liste der Bischöfe von Rapolla
Die folgenden Personen waren Bischöfe von Rapolla (Basilikata, Italien):
- Ubertus (Hubert) (Februar 1180 – Februar 1183)[1]
- N.N. (Dezember 1199)[2]
- Riccardus (Richard) (1206 – 19. April 1209)[3]
- N.N. (November 1215 – 13. November 1217)[4]
- N.N. (um 1222 – 1223)[5]
- N.N. (23. Mai 1236)[6]
- Johannes (25. November 1237 – 6. Mai 1255)[7]
  - Bartholomeus Elekt (10. Mai 1266), seine Wahl wurde möglicherweise nicht bestätigt
- N.N. (27. Januar – 7. Juni 1267)[8]
- Ammiratus (1269 – September 1274)[9]
- Rogerius Centumficus de Sancta Sophia (26. August 1275 – 25. August 1288)[10]
- Gerard OP (17. November 1346 – 1348 †)
- Benedetto Cavalcanti OFM (8. Januar 1371 – 1375)
- Angelo Acciaioli (3. Dezember 1375 – 1383, wird Bischof von Florenz)
- Francesco de Oliveto OSB (14. Juni 1447 – 1455 †)
- Pietro Minutolo (16. Juli 1455 – 3. Juni 1478) dann Bischof von Teramo
- Vincenzo Galeotti (Galeota) (3. Juni 1478 – 30. Januar 1482) dann Bischof von Squillace
- Colantonio Lentulo (Lentucci) (30. Januar 1482 – um Juli 1482) starb vor der Bischofsweihe
- Malitia de Gesualdo (9. August 1482 – um 1488 †)
- Troilo Carafa (17. September 1488 – 4. September 1497) dann Bischof von Gerace
- Luigi de Amato (12. September 1497 – 19. September 1506) dann Bischof von Lipari
- Gilberto Sanilio der Ältere (16. September 1506 – um 1520 zurückgetreten)
- Raimondo Sanilio (Senilis) (22. Juni 1520 – 1527 †)

siehe Liste der Bischöfe von Melfi-Rapolla